# Mogens Poul Møller
Mogens Poul Møller (13. juni 1909 – 20. juli 1999) var kaptajn i søværnet, sekretariatschef i seniorsekretariatet i A.P. Møller-Mærsk A/S, bestyrelseformand i A/S Morsø Jernstøberi og godsejer på Kattrup.
Født i København, søn af direktør Poul Møller (1872-1951) født på Mors og Johanne Grønbek (1877-1928) født i Sakskøbing.
Blev d. 31. august 1946 gift med Sally Mc-Kinney Møller (1912-1989), datter af skibsreder A.P. Møller og Chastine Estelle Roberta Mc-Kinney Møller.
De fik en søn: Peter Arnold Poul Møller (1947-2006) hofjægermester, bestyrelsesformand i A/S Morsø Jernstøberi, godsejer på Kattrup Gods